# M51-es autóút (Magyarország)

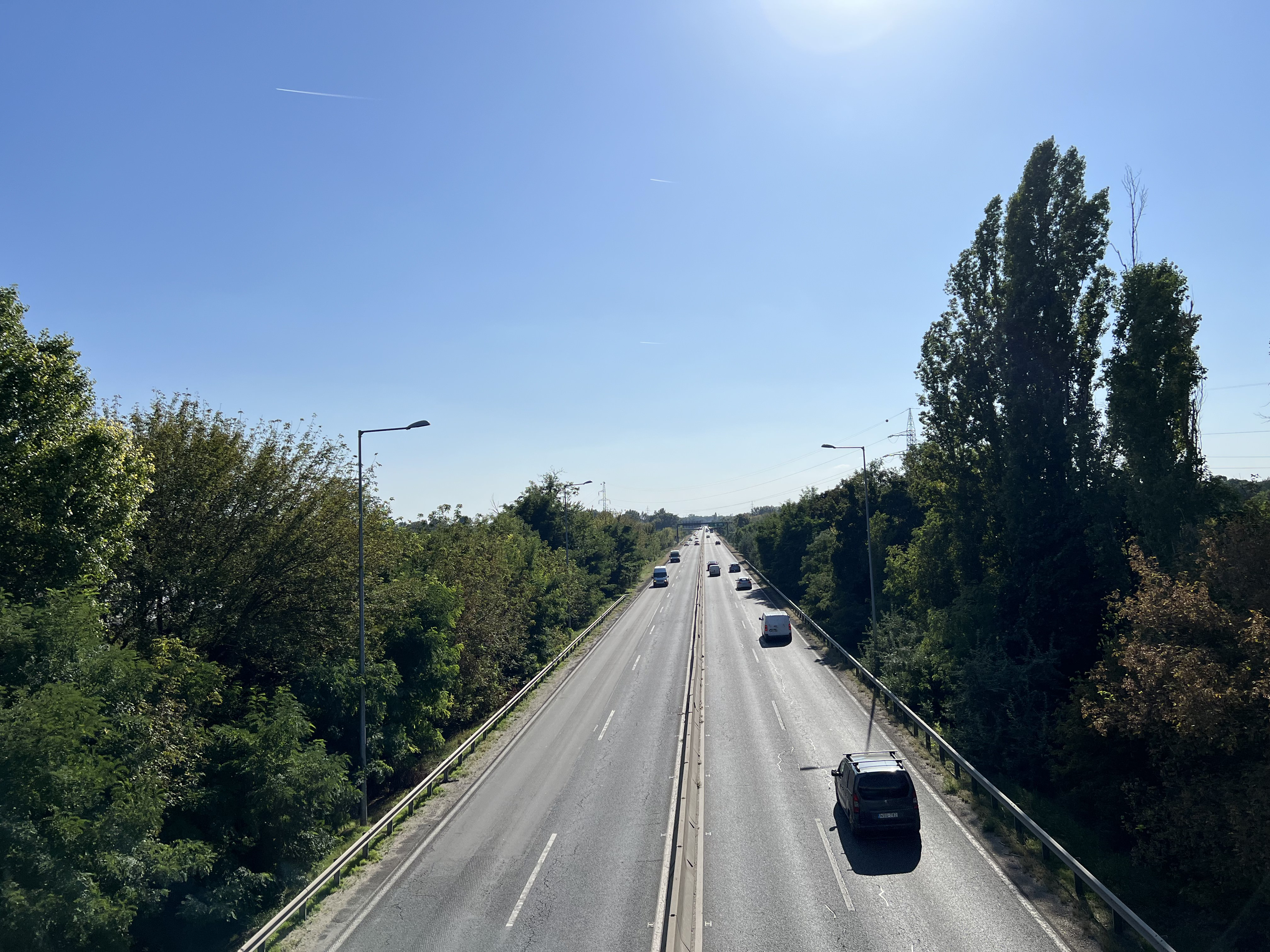
Az M51-es autóút Soroksár határában

Az M51-es autóút az M5-ös autópálya és az 51-es főút közötti 2×2 sávos leállósáv nélküli út, amely korábban az M0-s körgyűrű déli szektorának része volt. Sokan tévesen most is M0-nak nevezik, de 2013 augusztusától már nem ez az út hivatalos neve. Kis részben hozzá tartozik az 51-es főút dunaharaszti elkerülő szakasza amely 2 × 1 sávos főút minősítésű.

## Története
Az M0-s autóút első szakaszaként és az 51-es főút dunaharaszti elkerülőjeként építették 1988-ban. A tervek szerint az M0 további szakaszai alagútban folytatódtak volna a XVIII. kerület lakott területei alatt, de a magas költségek miatt ezt a tervet végül elvetették. Miután az M0-s később épült keleti szektorának nyomvonalát a Budapest Liszt Ferenc nemzetközi repülőtér és a beépített területek miatt jóval délebbre kellett helyezni, a régi szakasz becsatlakoztatására annak elhelyezkedése miatt nem volt lehetőség, ezért az új nyomvonal mellé egy új, az M0-st közvetlenül elérő szakaszt kellett kiépíteni az 51-es út és az M5-ös autópálya között, mely 6,3 km-es szakasz 2013. augusztus 13-án került átadásra. Emiatt a régi, 51-es út és M5-ös autópálya közti szakasz kikerült az M0-s hivatalos szakaszai közül és innentől vált M51-es autóúttá, mely eredeti funkciójához hasonlóan azóta is átmenőforgalmat vezet át az M5-ös autópálya, az 51-es főút és az M0-s körgyűrű között.

## Díjfizetés
Az M51-es autópálya használata 2014. december 31-ig ingyenes volt, de 2015. január 1-től az 5-ös főút és az M5-ös autópálya közötti szakasza (25 km – 29 km) fizetőssé vált. Ma csak országos vagy Pest vármegyei e-matricával vehető igénybe.